# من سبق ظفر (رواية)
من سبق ظفر هي رواية بوليسية ألفها الكاتب الأمريكي ستيفن كينغ، ونُشرت في الثاني من شهر يونيو عام 2015. هي المجلد الثاني ضمن ثلاثية تروي قصة المحقق بيل هدجز، وتلتها رواية السيد مرسيدس. يتحدث الكتاب عن جريمة قتل الكاتب جون روثستين (شخصية دمجت بين جون إبدايك وفيليب روث وجاي. دي. سالينغر) الذي قرر أن يعيش في عزلة، والملاحظات التي تركها، وإطلاق سراح قاتله من السجن بعد 35 عامًا. كُشف غلاف الكتاب على موقع كينغ الرسمي في الثلاثين من شهر يناير. نُشرمقتطف من الكتاب في الخامس عشر من شهر مايو عام 2015 من إصدار مجلة إنترتينمنت ويكلي.

## الحبكة
في عام 1978، سرق موريس بيلامي الكاتب المشهور جون روثستين وقتله لأن الكاتب أنهى ثلاثيته الشهيرة بعنوان رانر بطريقة غير مُرضية. قبل وقوع جريمة القتل، أمضى روثستين حياته في تنسك وعزلة، ولم ينشر أي رواية أخرى، لكنه استمر بالكتابة في عزلته. سرق موريس أمرًا أهم من الأموال، فحصل على دفاتر ملاحظات روثستين الثمينة، والتي احتوت كتابين أنهى فيهما الكاتب سلسلة رانر بشكل ملائم وسليم. بعد وقوع الجريمة، أخفى موريس أموال روثستين ودفاتر الملاحظات (من تصنيع شركة مولسكين) في صندوقٍ دفنه قرب جدول مجاور لمنزل طفولته. قبل أن يتمكن موريس من قراءة الكتابين، يُحكم عليه بالسجن مدى الحياة لارتكابه جريمة أخرى. في المقابل، لم تُحل جريمة قتل الكاتب روثستين.
لاحقًا، وفي ذلك العصر، عاش بيتر سوبرز في منزل موريس القديم. كان والده توم مقعدًا عندما بدأت الأحداث في رواية السيد مرسيدس، وكانت عائلة سوبرز على شفا الانهيار المادي والعاطفي. يكتشف بيتر الصندوق المدفون، ويستغل المال -بشكل سري- ليبقي عائلته مكتفية ماديًا خلال الأعوام القليلة القادمة. في المقابل، وبشكل تدريجي، أصبحت دفاتر ملاحظات روثستين شغله الشاغل. عندما نفذت الأموال، أصبح بيتر المراهق على دراية بالقيمة الحقيقية للاكتشاف الذي عثر عليه، فجاء بخطة ليحقق أرباحًا من دفاتر الملاحظات. في الوقت ذاته، خرج موريس، الذي أصبح في الستين من العمر تقريبًا، من السجن بإخلاء سراح مشروط. فذهب لمنزله القديم لاسترجاع الصندوق الذي دفنه، لكنه وجد الصندوق فارغًا. أصبح موريس مهووسًا بالعثور على دفاتر الملاحظات تلك ومعرفة النهاية الأخيرة لسلسلة رانر. يقوده بحثه أخيرًا إلى عائلة بيتر.
تبدأ عندها لعبة مطاردة أشبه بلعبة الفأر والقط، فينجذب التحري الخاص بيل هدجز، الذي اعتقل المجرم السيد مرسيدس، تدريجيًا إلى لغز الشخص المجهول الذي ساعد عائلة سوبرسس في أثناء أزمتها. يعلم التحري أن الشاب بيت يخفي شيئًا ما، لكنه لم يعلم أن القطعة المفقودة من الأحجية هي الجواب لقضية قتل جون روثستين التي مر عليها عقود من الزمن.

## الاستقبال
تلقت هذه الرواية آراء ومراجعات تقييمات مختلفة وإيجابية. امتدحت أليسون فوود الكتاب في مراجعتها ضمن صحيفة الغارديان، واصفة إياه بـ«المحبوك باحترافية» وأنه يمنح القارئ انطباعًا جديدًا حول أكثر المواضيع المحببة لكينغ؛ «العلاقة بين الكاتب ومتابعيه». كتبت جانيت مازلين من صحيفة نيويورك تايمز أن «رواية من سبق ظفر تبدو وكأنها مجلد متوسط الحجم»، لكنها لا تزال رواية مثيرة للاهتمام، ومدحت مازلين أيضًا الانتقالات بين الفترات الزمنية و«الثلاثي الجذاب المهتم بحل الجريمة، والذين توحدوا لحل قضية السيد مرسيدس». كان نيك روميو من صحيفة ذا بوسطن غلوب أكثر انتقادًا، فانتقد «الحبكة الغريبة بعض الشيء» وأن «السيناريوهات العميقة عن قوة المخيلة تبدو وكأنها متبلورة في قصة مشوقة».

## روابط خارجية
- من سبق ظفر (رواية) على موقع الموسوعة البريطانية (الإنجليزية)